# کورادو کلمبو
کورادو کلمبو (انگلیسی: Corrado Colombo؛ زادهٔ ۳ اوت ۱۹۷۹) بازیکن فوتبال اهل ایتالیا است.
از باشگاه‌هایی که در آن بازی کرده‌است می‌توان به باشگاه فوتبال هلاس ورونا، باشگاه فوتبال اینتر میلان، باشگاه فوتبال اسپتزیا، باشگاه فوتبال آسکولی، باشگاه فوتبال تورینو، باشگاه فوتبال پیاچنزا، باشگاه فوتبال برشا، باشگاه فوتبال پیستویزه، باشگاه فوتبال باری، باشگاه فوتبال سمپدوریا، باشگاه فوتبال آتالانتا، باشگاه فوتبال پیزا، و باشگاه فوتبال لیورنو اشاره کرد.
وی همچنین در تیم ملی فوتبال زیر ۲۱ سال ایتالیا بازی کرده‌است.